# Colli Etruschi Viterbesi Moscatello passito
Il Colli Etruschi Viterbesi Moscatello passito è un vino DOC la cui produzione è consentita nella provincia di Viterbo.

## Caratteristiche organolettiche
- colore: giallo oro tendente all'ambrato più o meno intenso
- odore: intenso, complesso con sentore muschiato caratteristico
- sapore: dolce, armonico, aromatico, vellutato

## Produzione
Provincia, stagione, volume in ettolitri
- nessun dato disponibile